# Handmade Songs by Tori Kelly
Handmade Songs by Tori Kelly é o primeiro EP lançado pela cantora americana Tori Kelly. O EP contém 6 faixas, incluindo o single "Confetti".

## Precedentes
O EP foi lançado em 1 de maio de 2012, possuindo seis faixas. Tori Kelly escreveu, produziu, editou e gravou o EP em seu quarto. Quando foi lançado, atingiu o Top 10 de álbuns pop no iTunes. Mais tarde, Kelly afirmou que esta foi uma das coisas das quais ela mais se orgulhava, pelo fato de ter feito tudo sozinha. O EP vendeu mais de 14.000 cópias e alcançou a 9ª posição no Billboard's Heatseekers Albums Chart.

## Faixas
| N.º | Título                  | Duração |  |
| 1.  | "Stained"               | 3:41    |  |
| 2.  | "Eyelashes"             | 4:26    |  |
| 3.  | "All In My Head"        | 3:31    |  |
| 4.  | "Confetti (Remastered)" | 3:58    |  |
| 5.  | "Celestial"             | 3:25    |  |
| 6.  | "Upside Down"           | 3:20    |  |